# 徐长聚
徐长聚（1944年10月—），男，山东阳谷人，中华人民共和国政治人物，曾任中共青岛市委副书记，青岛市人大常委会主任。